# Ниёле
Ниёле, Нийоле (лит. Nijolė) — литовское женское личное имя. Именины – 28 января.

## История
Впервые появляется в полонизированной форме Ниёла (пол. Nijoła) в книге Теодора Нарбута «Литовская мифология» (1835) как имя богини подземного царства, дочери богини плодородия Крумине, похищенной и взятой замуж богом подземного мира Поклусом (Пикуласом): сюжет, аналогичный Похищению Персефоны в античной мифологии. Реконструкция литовской мифологии, предложенная Нарбутом, носила фантазийный характер (кабинетная мифология), однако ряд предложенных им имён и названий, в том числе имя Ниёле, закрепились в национальном обиходе.